# Manchego Ciudad Real Club de Fútbol
El Manchego Ciudad Real Club de Fútbol fou un antic club de futbol espanyol de la ciutat de Ciudad Real.
Després de la desaparició del CD Manchego l'any 2000, va ser fundat un nou club anomenat Manchego CF. El més de juliol de 2009, després de sis temporades a la tercera divisió, el club entrà en dissolució per uns deutes de 1,5 milions €. Un nou club anomenat CD Ciudad Real va ser fundat ocupant l'espai del club desaparegut.

## Temporades
| Temporada | Categoria     | Posició | Punts | J  | G  | E  | P  | GF  | GC |
| --------- | ------------- | ------- | ----- | -- | -- | -- | -- | --- | -- |
| 2000-2001 | 2a Autonòmica | 1r/13   | 61    | 25 | 19 | 4  | 2  | 71  | 14 |
| 2001-2002 | 1a Autonòmica | 4t/19   | 66    | 35 | 19 | 9  | 7  | 74  | 44 |
| 2002-2003 | 1a Autonòmica | 1r/20   | 93    | 38 | 29 | 6  | 3  | 106 | 20 |
| 2003-2004 | 3a Divisió    | 15è/20  | 42    | 38 | 11 | 9  | 18 | 41  | 59 |
| 2004-2005 | 3a Divisió    | 7è/20   | 62    | 38 | 17 | 11 | 10 | 38  | 25 |
| 2005-2006 | 3a Divisió    | 6è/20   | 64    | 38 | 18 | 10 | 10 | 38  | 29 |
| 2006-2007 | 3a Divisió    | 8è/20   | 56    | 38 | 16 | 8  | 14 | 48  | 41 |
| 2007-2008 | 3a Divisió    | 5è/20   | 64    | 38 | 17 | 13 | 8  | 51  | 31 |
| 2008-2009 | 3a Divisió    | 3r/19   | 65    | 36 | 18 | 11 | 7  | 63  | 40 |